# For evigt (film fra 2023)
|  | Denne artikel er oprettet af botten Steenthbot ud fra en ekstern database. Den kan derfor have sproglige fejl eller mangler. Denne skabelon kan fjernes efter kontrol af indholdet. |

 For alternative betydninger, se For evigt. (Se også artikler, som begynder med For evigt)
For evigt er en dansk spillefilm fra 2023 instrueret af Ulaa Salim.

## Medvirkende
- Simon Sears
- Nanna Øland Fabricius
- Halddóra Geirharosdottir
- Magnus Krepper